# Hilio renal
En anatomía, se denomina hilio renal a una abertura situada en el centro del borde interno del riñón por la que entra en este órgano la arteria renal y sale el uréter, la vena renal y los vasos linfáticos. Traspasando el hilio se llega en el interior del riñón a una cavidad denominada seno renal en la que existen entre 8 y 12 salientes llamados papilas renales. Las papilas renales están perforadas por pequeños orificios por los que se vierte la orina al seno renal. A partir del seno renal se origina el uréter que abandona el riñón a través del hilio renal y transporta la orina hasta la vejiga urinaria.

## Patologías del hilio
·Ureterocele y uréter ectópico.
La duplicación del sistema renal es una de las anomalías congénitas más frecuentes del tracto urinario, cursando de forma asintomática. Es el resultado del desdoblamiento de la yema ureteral primitiva.